# 기쿠치 다이로쿠
기쿠치 다이로쿠(일본어: 菊池 大麓, 1855년 3월 17일 ~ 1917년 8월 19일)는 일본의 수학자, 교육자였다. 도쿄 제국대학 총장, 가쿠슈인 원장, 이화학연구소 초대 소장으로 재직하였으며, 문부성 장관, 귀족원 의원, 추밀원 고문관을 역임했다. 남작위를 수여받았다.

## 생애
난학 연구자 미쓰쿠리 슈헤이의 차남으로 태어나, 아버지의 친가 기쿠치가(菊池家)의 양자(養嗣子)로 들어갔다. 반쇼시라베쇼에서 영어를 배우고 1870년 영국으로 유학하여 케임브리지 대학 세인트 존스 칼리지에서 수학을 배우고 학사를 졸업하였다. 당시 해외에서 전문적인 수학을 배운 첫 일본인 중 한 명으로서, 귀국 후 막 세워진 도쿄 대학 이학부 교수가 되어 근대 수학을 처음 일본에 도입한 인물이 되었다.
1890년 귀족원의 연구회(研究会)에 소속된 것을 시작으로 여러 정치직을 역임하여 22년간 국정 계획에 관여하였다. 1901년에는 제1차 가쓰라 내각의 문부대신을 맡아 1903년까지 있었다.
1913년 교토대학의 명예교수가 되었고, 1917년 지가사키의 별장에서 뇌출혈로 사망했다.

## 같이 보기
- 미쓰쿠리가(일본어판)